# Odrowąż

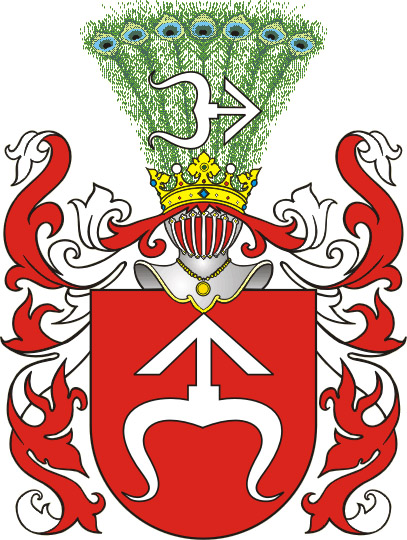
Das Adelswappen der Wappengemeinschaft Odrowąż

Odrowąż ist der Name einer alten polnischen Wappengemeinschaft vermutlich böhmischer Herkunft (vgl. das Wappen der Familie der Beneschauer), die besonders im 12. und 13. Jahrhundert bedeutende Kirchenfürsten hervorbrachte. Die weibliche Form des Namens lautet Odrowążowa.

## Geschichte
Als Stammvater der polnischen Linie Odrowąż gilt Prandota der Ältere, der Anfang des 12. Jahrhunderts aus Böhmen nach Polen kam.
Bedeutende Vertreter der Wappengemeinschaft sind:
- Iwo Odrowąż († 1229),  Bischof von Krakau
- Jan-Prandota Odrowąż († 1266), Bischof von Krakau
- Hyazinth Odrowąż († 1257), Heiliger, Begründer der Dominikaner in Polen, Patron Litauens
- Ceslaus Odrowąż († 1242), Seliger, Verwandter des Hl. Hyazinth, Mitbegründer der Dominikaner in Polen
- Bronislava von Polen († 1259), Selige, Verwandte des Hl. Hyazinth, Nonne im Prämonstratenserorden
- Jan von Szczekocin-Odrowąż († 1433), Kastellan von Lublin
- Jan von Sprowski-Odrowąż († 1464), Erzbischof von Gnesen
- Jakub von Dębno-Odrowąż (Dembiński-Odrowąż, † 1490), Kastellan von Krakau und Großkanzler des polnischen Königs Kasimir IV. Jagiello.

Die Hauptlinie derer von Odrowąż spaltete sich im Lauf der Zeit in die Häuser Szydłowiecki und Chlewicki. Diese Hauptlinien sind bereits an der Wende vom Mittelalter zur Neuzeit ausgestorben. Nachfahren anderer Familien, die den Wappennamen Odrowąż tragen, leben noch heute in Polen und u. a. in Österreich und Deutschland.

## Zweige der Wappengemeinschaft Odrowąż (Auswahl)
- Bębnowscy
- Białaczowscy
- Chlewicki
- Dembińscy
- Kamieńscy
- Koneccy (oder  Konieccy)
- Krawarski
- Maliccy (aus Malice Kcyńskie)
- Modliszewscy
- Odrowąż
- Siedlnicki
- Sprowscy
- Szydłowiecki
- Pieniążek

Quelle:

Insgesamt werden in Żernicki-Szeligas Buch Der polnische Adel und die demselben hinzugetretenen andersländischen Adelsfamilien 105 Familiennamen genannt, deren Wappennamen Odrowąż war oder ist. Aufgrund der Besonderheiten des Polnischen Adelsrechts (vgl. auch Wappen der Szlachta) – auch Familien, die nicht miteinander unmittelbar verwandt waren, konnten dasselbe Wappen tragen – ist eine Zuordnung einzelner Zweige zu miteinander verwandten Familienverbänden komplex. 

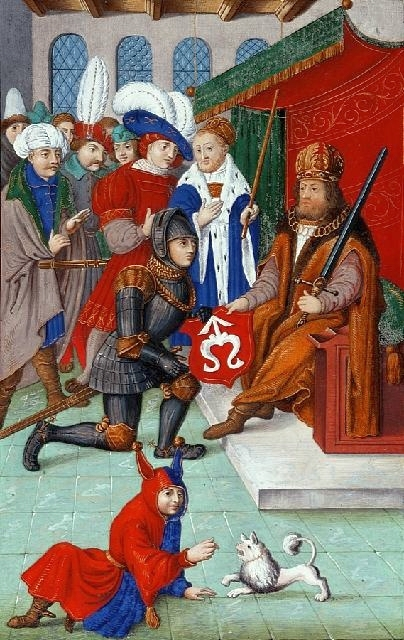
Wappenverleihung (aus dem Liber Genesos ilustris Familiae Shidlovicae)
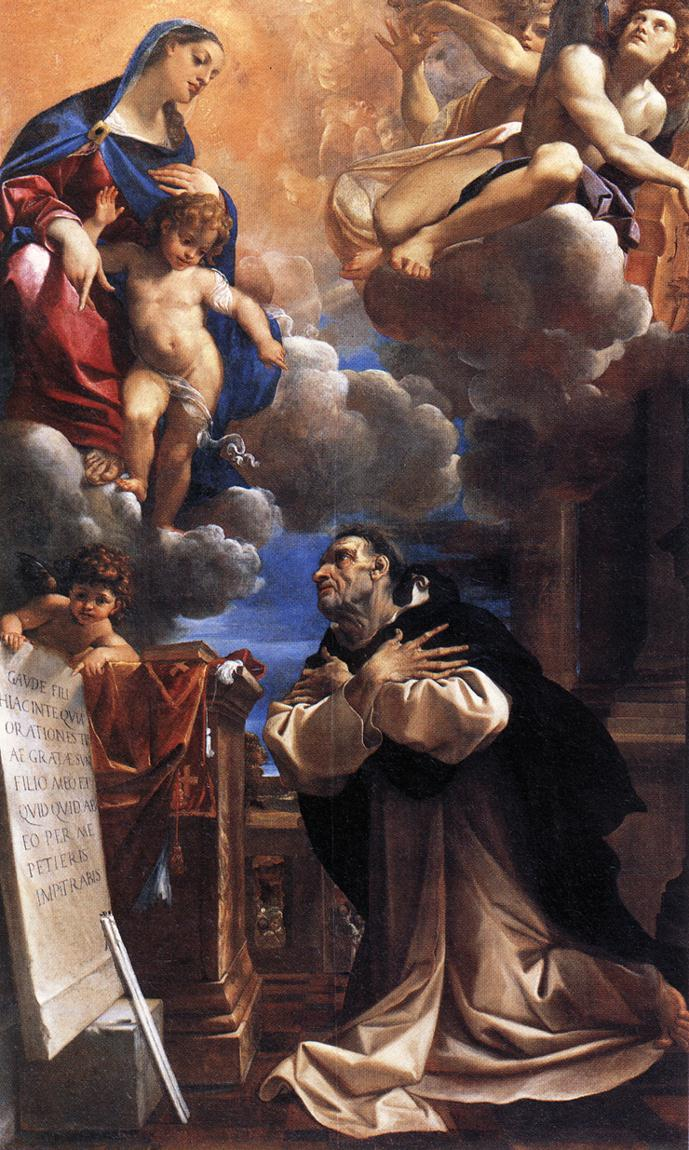
Jacek Odrowąż, der heilige Hyazinth von Polen (1183–1257), von Ludovico Carracci 1594
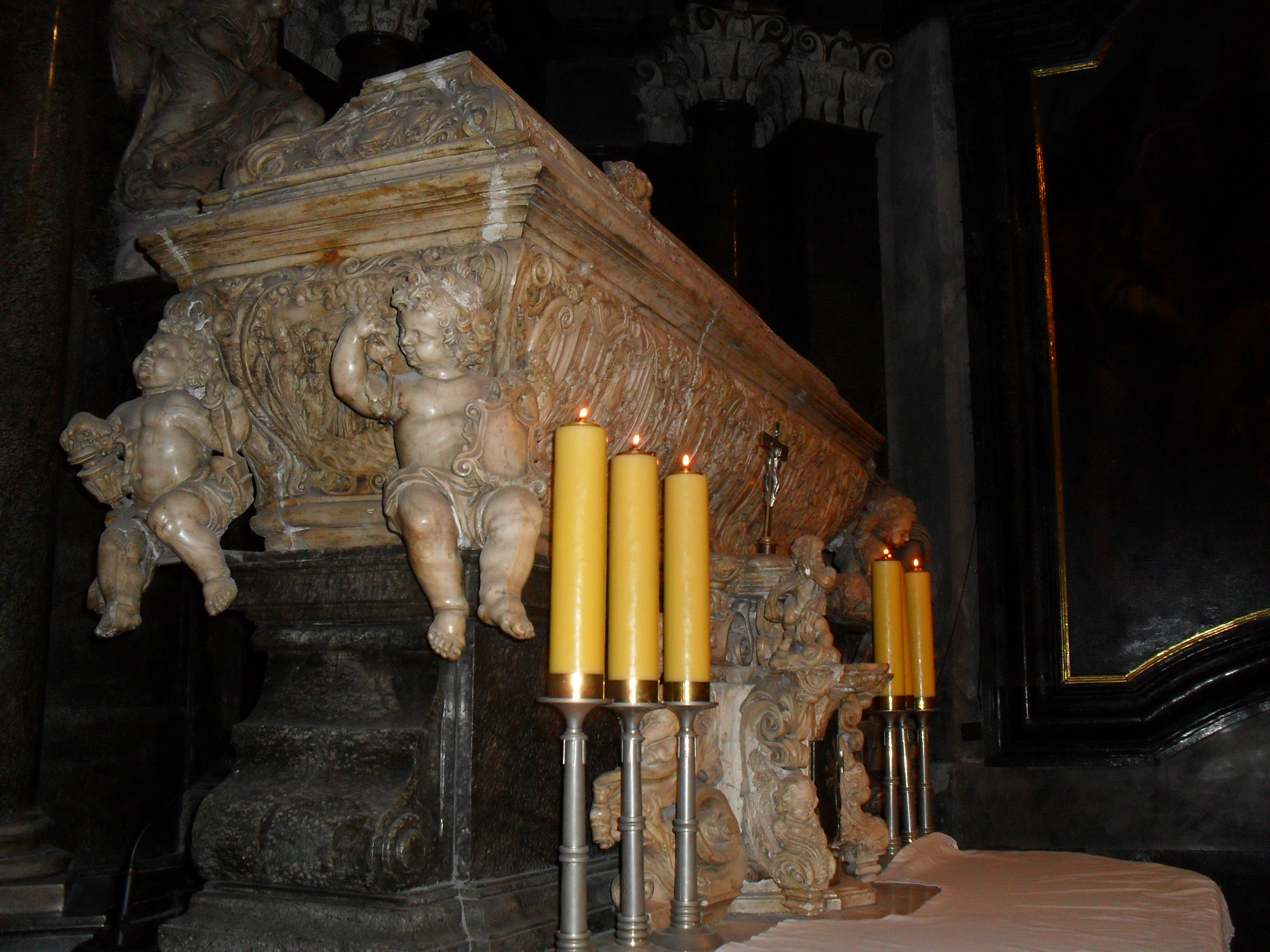
Sarkophag von Czesław Odrowąż, des seligen Ceslaus von Breslau (ca. 1184 – ca. 1242)
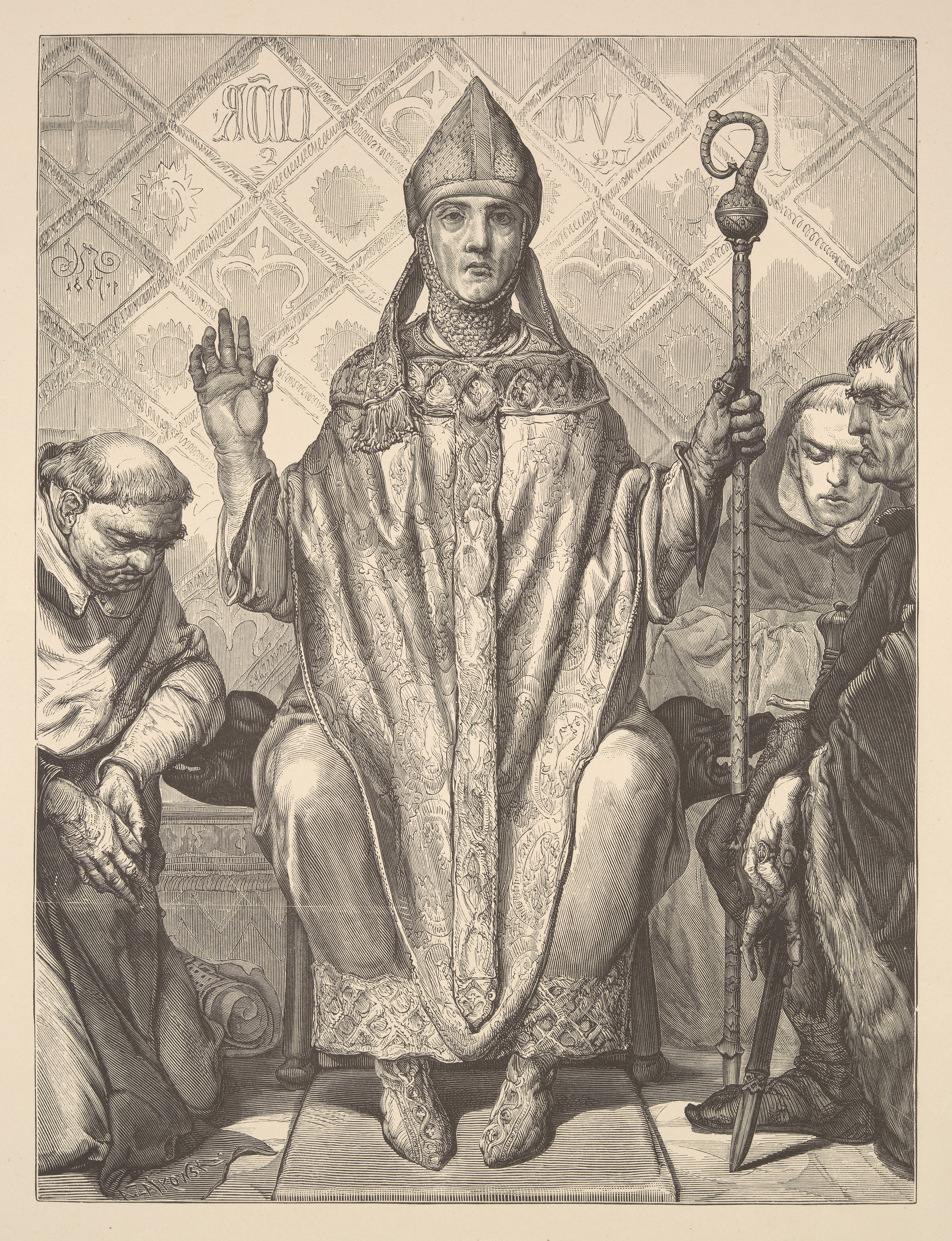
Iwo Odrowąż (gest. 1229), Bischof von Krakau
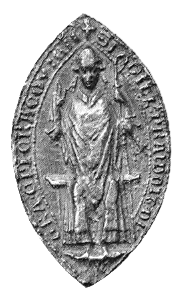
Jan-Prandota Odrowąż (ca. 1200–1266), Bischof von Krakau
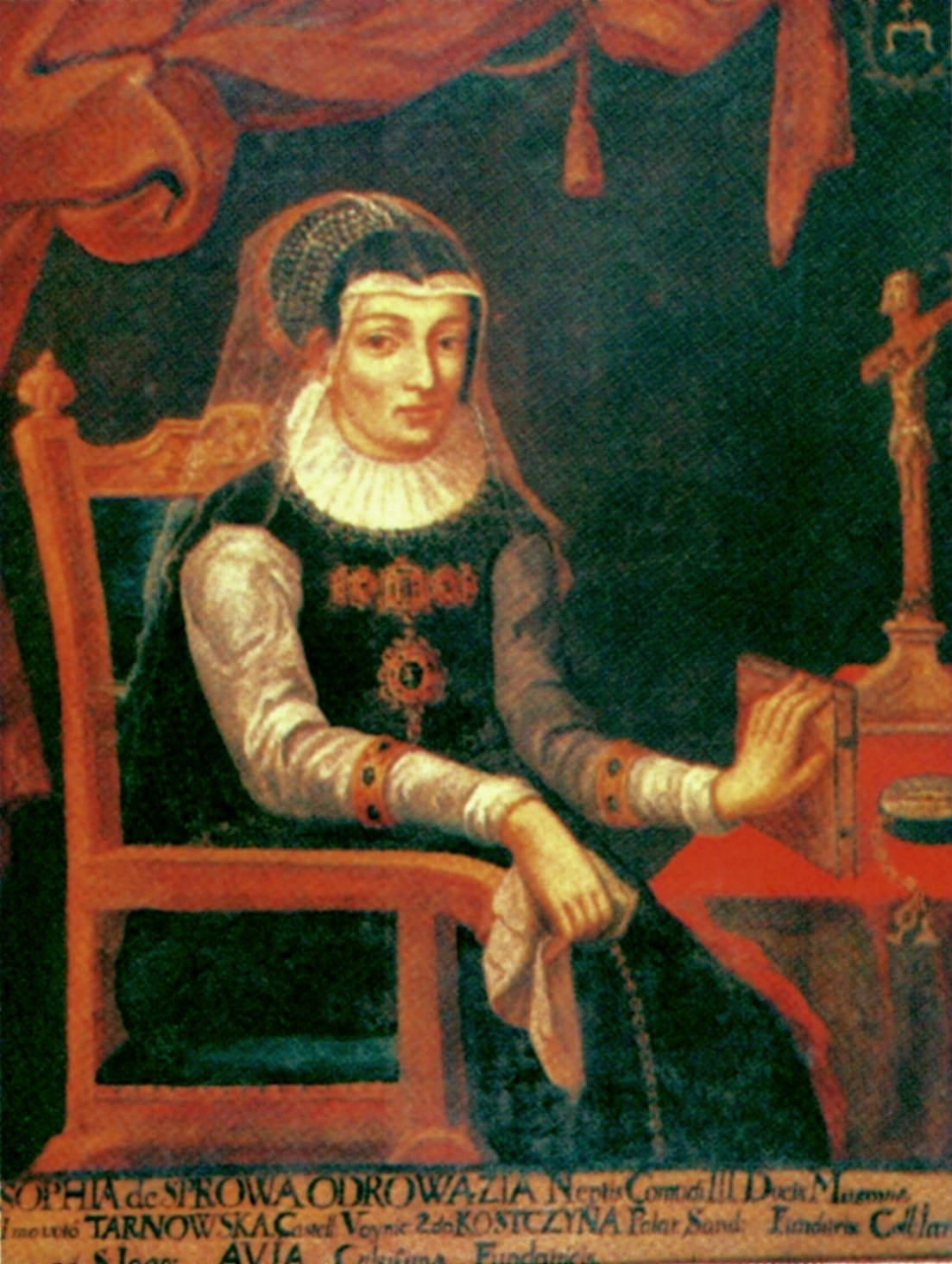
Sophia Odrowąż (1537–1580), Gemahlin des Jan Krzysztof Tarnowski